# Isis

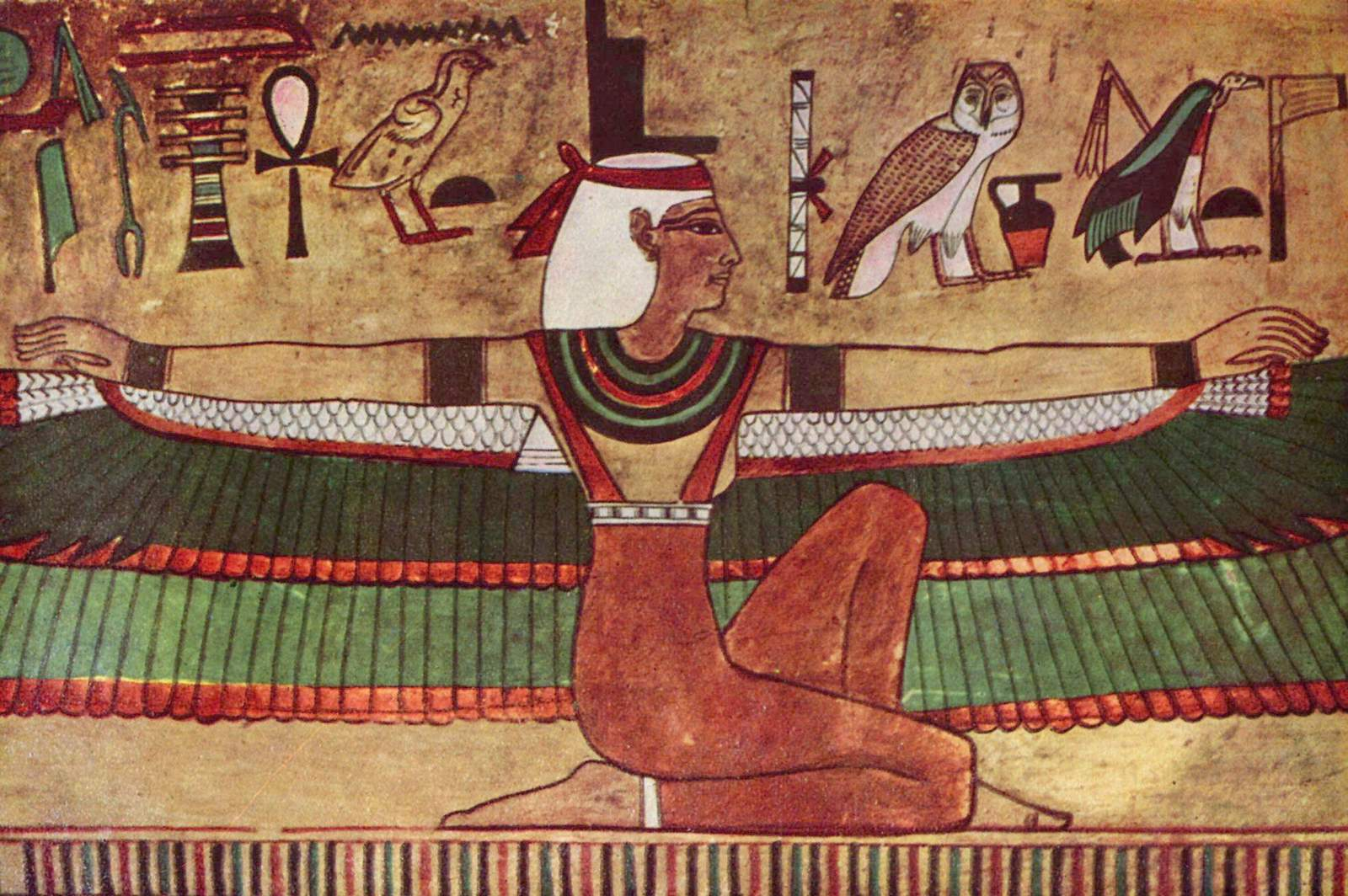
Gudinnan Isis, väggmålning, cirka 1360 f.Kr.

Isis (egyptiska: Eset eller Aset) var Egyptens främsta gudinna i egyptisk mytologi, bland annat i alla riter som kretsade kring döden och de döda. Hon var dotter till Geb och Nut, syster till Set samt Neftys, syster och maka till Osiris samt moder till Horus.
Isis var föremål för kult mycket tidigt i den egyptiska historien till åtminstone 500 e.Kr. vid templet i File nära Assuan. Hon övertog flera attribut från gudinnan Hathor och gestaltades därför ofta med en sammansatt huvudbonad bestående av horn och en solskiva. Isis kan ha stått som modell för åtskilliga gudinnor efter henne; hon hade rollen som modersgudinna och framställs ofta ammande sin son Horus.
Isis make Osiris dödades av deras bror Set och hon var långa tider på flykt undan brodern och skyddade sin son Horus. Själv ansåg hon att barnets öde var att hämnas fadern, och vid ett tillfälle var hennes oro för det då sjuka barnet så stor att all växtlighet på jorden var hotad, vilket tvingade guden Ra att ingripa.